# شيري كوبر
شيري كوبر هي اقتصادية كندية، ولدت في عقد 1950.